# 杨匡满
杨匡满（1942年12月28日—），笔名匡满、欧阳闻雪、闻雪，男，上海宝山人，中国作家、文学评论家，中国作家协会名誉委员，第十届全国政协委员。